# Eremurus brachystemon
Eremurus brachystemon är en grästrädsväxtart som beskrevs av Aleksei Ivanovich Vvedensky. Eremurus brachystemon ingår i släktet Eremurus och familjen grästrädsväxter. Inga underarter finns listade i Catalogue of Life.